# خالد قاسم (ليبي)
خالد أبو القاسم قاسم هو بروفيسور ليبي في مجال الهندسة الكيميائية وعلوم الطاقة بجامعة وايومنيغ بالولايات المتحدة الأمريكية وأيضا أستاذ كرسي بجامعة ولاية أوكلاهوما. 
د. خالد قاسم يعرف بكونه خبير في الديناميكا الحرارية.

## مجالات التخصص
التخطيط الاستراتيجي، علوم الطاقة والنظم البيئية، التصميم الجزيئي للمواد الكيميائية، الإنعاش في النفط والغاز، توازنات الديناميكا الحرارية، تطويرعمليات الإنتاج والهندسة، المحاكاة والتحسين في مجال الطاقة.

## التعليم العالي
- دكتوراه، الهندسة الكيميائية، جامعة ولاية اوكلاهوما، 1986م
- ماجستير، الهندسة الكيميائية وتكريرالنفط، جامعة كولورادو للمعادن، 1979م
- بكالوريوس، هندسة كيميائية، جامعة كاليفورنيا (بيركلي) ، 1976م

## التشريف الأكاديمي
- أستاذ كرسي «الدولة»، قسم الهندسة الكيميائية، جامعة ولاية اوكلاهوما، 2013- الآن
- أستاذ كرسي «برتليت»، قسم الهندسة الكيميائية، جامعة ولاية اوكلاهوما، 2008-الآن
- أستاذ كرسي «أموكو»، قسم الهندسة الكيميائية، جامعة ولاية اوكلاهوما، 2003-2008
- أستاذ كرسي «مادوكس»، قسم الهندسة الكيميائية، جامعة ولاية اوكلاهوما، 1996-2003

## نشأته ومسيرته المهنية
ولد الدكتور خالد قاسم في مدينة كاباو بجبل نفوسة في ليبيا، وترعرع في حي الظهرة بمدينة طرابلس حيث تحصل على تعليمه الاساسي والثانوي. أكمل دراسته الجامعية والدراسات العليا في الولايات المتحدة الأمريكية، حيث تحصل على درجة البكالوريوس في الهندسة الكيميائية من جامعة كاليفورنيا (بيركلي) أحد أهم الجامعات على مستوى العالم، وتحصل على درجة الماجستير في هندسة التصفية البترولية والكيميائية من مدرسة «ماينس» بجامعة كولورادو، ثم واصل مسيرته العلمية ليتحصل على درجة الدكتوراه في الهندسية الكيميائية من جامعة ولاية اوكلاهوما.
عمل د. قاسم كمحاضر في جامعة طرابلس، ليبيا من عام 1979-1981. في عام 1987 التحق د. قاسم بجامعة ولاية اوكلاهوما كعضو هيئة تدريس، ومنذ ذلك الوقت صعد السلم الاكاديمي إلى قمته حيث عين رئيسا واستاد كرسي لقسم الهندسة الكيميائية ثم عميدا قائما لكلية الهندسة والمعمار والتكنولوجيا في جامعة ولاية اوكلاهوما ومن تم نائب رئيس مشارك وعميد قائم لكلية الهندسة والعلوم التطبقية، جامعة وايومنغ.
د.قاسم ساهم في تأسيس المجمع المتكامل للنفط والبيئة (الايبك) ومجمع (كول- سيك) لاستخلاص واحتجاز تأني اكسيد الكربون.هذا، بالإضافة إلى ابحاثه المتعددة في مجال الطاقة المتجددة وعلوم الاداوية.
تحصل د. قاسم على العديد من الاوسمة والجوائز خلال فترة مسيرته العلمية، وشملت أستاذية كرسي بارتليت، استاذية كرسي شركة البترول الأمريكية (امكو)، أستاذية ر. ان. مادوكس، وسام المجلس الأعلى للبحث المتميز، وسام هاليبرتون للامتياز جائزة اوميغا- كاي- ابسيلون للتعليم العالي، والعديد من الاوسمة الأخرى.
يعتبر الدكتور قاسم من الرواد والخبراء العالميين في مجال الديناميكا الحرارية، حيث انه يقوم وبصورة مستمرة منذ 35 عام بإجراء الدراسات النظرية والمختبرية في مجال الديناميكا الحرارية، وله خبرة واسعة خاصة في التوازن المرحلي للديناميكية الحرارية، توقع الخصائص الفيزيائية الحرارية، وتطوير ومحاكاة العمليات الكيمائية وتصميم المصانع. ابحاثه الجارية تشمل: التصميم الجزيئي للكيماويات المتخصصة، تحسين استرجاع النفط والغاز، استخلاص واحتجاز ثاني اكسيد الكربون، تطوير الالغوريثمات (الخوارزميات) المتعددة المراحل والتركيبات ومعادلات الحالة للنماذج، التصرف المرحلي للسوائل المخزنة والانظمة البيئية، وتطوير منتجات وعمليات للتطبيقات المستهدفة في التصنيع الكيميائي والطاقة.
ابحاث ومشاريع الدكتور قاسم المختصة بمتطلبات قطاع الطاقة والبيئة يتم تمويلها من قبل وزارة الطاقة الأمريكية، وكالة حماية البيئة، المؤسسة القومية للعلوم، شركات النفط والغاز. اما في ما يخص الابحاث الطبية، فيتم تمويلها من قبل المؤسسة القومية للصحة ووكالات أخرى على مستوى الولايات المتحدة الأمريكية.
قام د. قاسم بتأليف 220 بحث علمي وتقرير رسمي منشورا في مجال اختصاصه واعطاء مايفوق علي 220 محاضرة في المؤتمرات العالمية للهندسة، ويعتبر عضوا فاعلا في الجمعية الأمريكية للمهندسين الكيميائيين، الجمعية الأمريكية للكيمياء، وجمعية اوميغا-كاي-ابسيلان للمتميزين. كما قام د. قاسم بتدريس وتأهيل وتخريج مايزيد عن 70 اخصائي قي مجال الهندسة من جميع انحاء العالم (24 دكتورة، 30 ماجستير، 16 أعضاء هيئة تدريس).

## الانشاطة المهنية
- قيادي التخطيط الاستراتجي[10]، كلية الهندسة والعلوم التطبقية، جامعة وايومنغ 2013-2014
- رئيس مبادرة الطاقة، جامعة ولاية اوكلاهوما، 2005-2009، 2011-2013
- عضومؤسس، مركز هندسة التفاعلات، 2010-2013
- عضومؤسس، مركز التخزين الفحمي لثاني اكسيد الكربون، 2005-2012
- عضومؤسس والمدير العام، المركز الموحد للطاقة والبيئة، 2007-2010
- عضو مجلس الإدارة، مركز المواصلات في ولاية اوكلاهوما، 2011-2012
- عضو مجلس التخطيط الاستراتجي، جامعة ولاية اوكلاهوما، 2009-2013

## عضوية الجمعيات العلمية والهندسية
- الجمعية الأمريكية للهندسة الكميائية
- الجمعية الأمريكية الكميائية
- جمعية الشرف «فاي-كبا-فاي»
- جمعية الشرف «وميغ-كاي-ابسلان»

## الأوسمة والجوائز
- وسام المجلس الأعلى للبحث المتميز
- وسام هاليبرتون للامتياز
- جائزة اوميغا- كاي- ابسيلون للتعليم العالي

## الأنشطة المدنية
- مستشار لعدة وزارت وهيئات حكومية
- مستشار لعدة شركات نفطية عالمية
- عضو مؤسس لعدة هيئات مدنية وحقوقية
- عضو مؤسس لعدة هيئات بحوث وتخطيط